# Huixtla
Huixtla là một đô thị thuộc bang Chiapas, México. Năm 2005, dân số của đô thị này là 47953 người.